# Itumeleng Khune
Itumeleng Khune (Ventersdorp, 20 juni 1987) is een Zuid-Afrikaans doelman in het betaald voetbal. Hij fungeert als eerste doelman van de Kaizer Chiefs. Sinds 11 maart 2008 is hij ook eerste doelman van het Zuid-Afrikaans voetbalelftal. Zodoende kwam hij in actie op het WK 2010.